# Juraj Pospíšil
Juraj Pospíšil (* 14. Januar 1931 in Olmütz, Tschechoslowakei; † 20. September 2007 in Bratislava, Slowakei) war ein slowakischer Komponist, Musikwissenschaftler und Musikpädagoge.

## Leben
Im mährischen Olmütz geboren, wuchs Juraj (tschechisch Jiří) Pospíšil in dem kleinen Ort Haňovice auf, besuchte zunächst die Musikschule im nahegelegenen Litovel und 1949/1950 das Städtische Musikinstitut „Žerotín“ in Olmütz (ZUS), ehe  er 1950–1952 einen Vorbereitungslehrgang und ein Semester Komposition bei Vilém Petrželka an der Janáček-Akademie für Musik und Darstellende Kunst (JAMU) in Brünn absolvierte. Nach seiner Heirat  wechselte er 1952 an die Akademie der Darstellenden Künste, die nunmehrige Hochschule für Musische Künste Bratislava (Vysoká škola múzických umení v Bratislave – VŠMU), wo er Komposition bei Alexander Moyzes und Ján Cikker studierte. Seinen Abschluss machte er mit der sinfonischen Dichtung  Hory a ľudia (Berge und Menschen) op. 4. Ab 1955 war er als Lehrer für Musiktheorie und in der Folge Professor für Komposition am Konservatorium Bratislava tätig. Dort unterrichtete er zahlreiche später prominente Künstler und Künstlerinnen in Theoriefächern, darunter die Mezzosopranistin Iveta Žižlavská sowie die Sopranistinnen Gabriela Beňačková und Edita Gruberová. Zu seinen Kompositionsschülerinnen und -schülern gehörten namhafte Persönlichkeiten der nachfolgenden Generation wie etwa Sylvie Bodorová, Vladimír Bokes, Peter Cón, Vladimír Godár, Stanislav Hochel, Mirko Krajčí, Miroslav Kroupa, Peter Martinček, Kristián Seidmann und Juraj Tandler.
1966 wurde Pospíšil Assistenzprofessor an der VŠMU, doch wurde ihm dieser Posten nach einigen Jahren aus politischen Gründen wieder entzogen. Anlass war seine kritische Haltung gegenüber führenden Funktionären in der Zeit der sogenannten Normalisierung, die der gewaltsamen Niederschlagung des Prager Frühlings von 1968 gefolgt war und durch eine besonders restriktive Vorgangsweise gegenüber all jenen gekennzeichnet war, die sich nicht den Maßnahmen des kommunistischen Systems in der ČSSR fügten. Desgleichen wurde er aus dem Slowakischen Komponistenverband ausgeschlossen. Nach fünf Jahren wurde er wieder aufgenommen. Er nahm zudem seine eigenen Studien wieder auf und absolvierte 1979 an der Comenius-Universität Bratislava sein Doktorat. In späteren Jahren widmete er sich vor allem dem Komponieren, aber auch verschiedenen Aufgaben im Musikbetrieb. So war er etwa stellvertretender Vorsitzender des Komitees der slowakischen Urheberrechtsgesellschaft SOZA.
Obwohl er knapp mehr als zwei Jahrzehnte seines Lebens in Mähren verbrachte, fällt Jiří Pospíšils gesamtes gültiges Schaffen in jene Lebensphase, die er in der Slowakei verbrachte, weshalb er seit der Trennung der beiden Länder sowohl von den tschechischen als auch den slowakischen Musikinstitutionen als slowakischer Künstler geführt wird. Pospíšils Schaffen zeigt mehrere voneinander abgegrenzte Phasen, in denen er das Spektrum seiner kompositorischen Ausdrucksmittel jeweils um neue Aspekte erweitert. Seine Musik enthält aus der tschechischen und slowakischen Volksmusik herrührende modale Tonalität sowie Einflüsse von tschechischen Vorbildern wie Leoš Janáček, Vítězslav Novák und Bohuslav Martinů, die in den Werken bis etwa 1958 hervorstechen. Es folgte eine intensive Auseinandersetzung mit der Wiener Schule und dem Serialismus Anton Weberns. Prägend war für ihn auch die Teilnahme am Festival Warschauer Herbst 1962, bei dem er wesentliche Anregungen erhielt, wobei er generell mit seinen der internationalen Moderne nahestehenden Tendenzen eine bewusste Gratwanderung gegenüber den vom kommunistischen System im Sinn des Sozialistischen Realismus gestellten Ansprüchen an das aktuelle Kulturschaffen in der Slowakei vollzog. Eine Sonderstellung nimmt diesbezüglich seine Auseinandersetzung mit der Elektroakustik ein, die seit der Mitte der 1960er-Jahre erfolgten Gründung des Studios für elektronische Musik in Bratislava eine vergleichsweise freie Entwicklung nehmen konnte. Ab den 1970er-Jahren weist Pospíšils Musik dann eine gewisse Hinwendung zu einer neoromantischen Ausdrucksweise auf, wie sie parallel ähnlich etwa bei Krzysztof Penderecki zu finden ist. Teilweise anerkannt, fallweise aus politischen Gründen nicht zur Publikation zugelassen wurden seine musiktheoretischen und pädagogischen Lehrwerke. Neben den Unterrichtstexten schrieb er auch Artikel und Kritiken für Fachzeitschriften. 

## Preise und Auszeichnungen (Auswahl)
- 1981: Preis der Stadt Piešťany für das Streichquartett Nr. 2 op. 47
- 1988: Preis des Verbandes slowakischer Komponisten und Konzertkünstler für das Streichquartett Nr. 3 op. 61
- 2008: Eintrag in das Goldene Buch der slowakischen Urheberrechtsgesellschaft SOZA für das Jahr 2007 (posthum)

## Werke (Auswahl)

### Oper
- Inter arma. Drei einaktige Opern op. 27, Text: Juraj Pospíšil (1969/1970)
  - Vzbura (Revolte)
  - Starosti dezertéra (Sorgen des Deserteurs)
  - Stratený nadporučik (Der verschwundene Oberleutnant)
- Manon Lescaut. Text nach dem gleichnamigen Drama von Vítězslav Nezval (1993)

### Gesangsstimme(n), Chor und Orchester
- Margita a Besná nach der gleichnamigen Ballade von Ján Botto für Sopran, Alt, Bariton, gemischten Chor und Orchester op. 5 (1955)
- Bratislave nach Texten von Ján Kostra, Štefan Žáry[11] und Ján Poničan[12] für Bariton und Orchester op. 33 (1973)
- Sinfonie Nr. 4 nach Texten von Stefan Starzyński und Władysław Broniewski für Sprecher, Sopran, gemischten Chor und Orchester „Warschau“ op. 40 (1978)
- Dna hladin. Zehn Miniaturlieder nach Texten von Alois Volkman[13] für Mezzosopran und Kammerorchester op. 44 (1980)
- Konzert für Sopran und Orchester op. 56 (1984)
- Husitský Otčenáš (Hussitisches Vaterunser). Geistliche Kantate nach alttschechischen Texten aus dem 15. Jahrhundert für Mezzosopran, Bass, gemischten Chor, Orgel und Orchester op. 74 (1990)

### Orchester
- Hory a ľudia (Berge und Menschen). Sinfonische Dichtung op. 4 (1954)
- Sinfonie Nr. 1 op. 7 (1958)
- Reflexie op. 8 (1958)
- Pieseň o človeku (Lied vom Menschen) op. 13 (1961)
- Fünf Miniaturen op. 17 (1963)
- Sinfonie Nr. 2 op. 19 „Hmlovina v Androméde“ (Andromeda-Nebel) nach dem gleichnamigen Roman von Iwan Jefremow (1963)
- Sinfonie Nr. 3 op. 25 (1967)
- Sinfonisches Fresko Nr. 1 op. 32/1 (1975)
- Sinfonisches Fresko Nr. 2 op. 32/2 (1975)
- Sinfonisches Fresko Nr. 3 op. 49 (1981)
- Lyrische Suite op. 52 „Krajinou detstva“ (Durch das Land der Kindheit) (1983)
- Dramatische Ouvertüre op. 59 (1984)
- Sinfonie Nr. 5 op. 62 (1986)
- Sinfonie Nr. 6 op. 82 (1996)
- Sinfonie Nr. 7 op. 83 „Fin de Siècle“ (1999)

### Soloinstrument(e) und Orchester
- Posaunenkonzert op. 15/3 (1962)
- Violinkonzert op. 26/2 (1968)
- Klarinettenkonzert op. 31/1 (1972)
- Concerto eroico für Horn und Orchester op. 31/2 (1973)
- Kammersinfonietta für Trompete, Horn, Posaune und Streichorchester op. 35 (1974)
- Cimbalomkonzert op. 70 (1989)
- Sonate für Altposaune und Streichorchester op. 75 (1991)
- Tubakonzert op. 79 (1994, rev. 1995)

### Streichorchester
- V zasnení (Träumend) op. 3 (1953)
- Sonate op. 14 (1961)
- Uspávanka (Wiegenlied) (vor 1977)

### Ensemble
- Nonett Nr. 1 op. 11 „Spomienka a výstraha“ (Erinnerung und Warnung) (1960)
- Nonett Nr. 2 für Bläser, Streicher und Pauken op. 16 (1962)
- Hudba (Musik) für zwölf Streichinstrumente op. 21 (1965)
- Trojveršia (Dreiergruppen) für neun Instrumente op. 22/3 (1966)

### Kammermusik
- Hudba (Musik) für Blechbläserquintett op. 15/2 (1962)
- Glosy (Glossen) für Bläserquintett op. 20/2 (1964)
- Protirečenia (Widersprüche) für Klarinette und Streichquartett op. 20/4 (1964)
- Quartett für vier Flöten op. 30/1 (1971)
- Sonate für Kontrabass und Streichquartett op. 30/2 (1971)
- Fünf Fragmente für Flöte, Gitarre und Akkordeon op. 36 (1975)
- Klaviertrio Nr. 1 op. 38 (1977)
- Concertino für Cembalo und Bläserquintett op. 42 (1979)
- Sonate für Englischhorn und Streichquartett op. 53 (1983)
- Trio für Violine, Violoncello und Akkordeon op. 60 (1985)
- Streichquartett Nr. 3 op. 61 (1985)
- Melancholische Suite für Oboe, Englischhorn und Fagott op. 63 (1986)
- Bläsersextett op. 69 (1988)
- Trio für drei Posaunen op. 73 (1990)
- Sursum corda! Motto für Streichquartett (1990)
- Streichquartett Nr. 4 op. 72 (1990)
- Zimná suita (Winter-Suite) für Blechbläserquintett op. 81 (1996)

### Zwei Instrumente
- Zwei Stücke für Oboe und Klavier o. op. (1952)
- Sonate für Kontrabass und Klavier op. 20/3 (1964)
- Villonská balada (Villon-Ballade) für Klarinette und Klavier op. 24 (1966)
- Rhapsodische Suite für Violoncello und Klavier op. 43 (1979)
- Fantastische Tänze für zwei Klaviere op. 51 (1981)
- Drei Duette für zwei Akkordeons op. 65 (1987)
- Gran duo (quasi una sonata) für Bassklarinette und Klavier op. 71 (1989)

### Diverse Instrumente solo
- Sonatine für Klavier op. 2 (1953)
- Monologe für Klavier op. 10 (1958)
- Malé fantázie na husitské motívy (Kleine Fantasien über hussitische Motive) für Orgel op. 12 (1960)
- Passacaglia und Fuge für Orgel op. 18 (1963)
- Recitativo ed aria für Akkordeon op. 20/5 (1964)
- Sonate für Orgel op. 22/1 (1965)
- Sonate für Violine Nr. 1 op. 22/2 (1965)
- Suite für Kontrabass op. 26/1 (1967)
- Sonate für Violine Nr. 2 op. 37 (1976)
- Fünf Studien für Cembalo op. 41 (1978)
- Aquarelle für Akkordeon op. 46 (1980)
- Vier Präludien für Harfe 48 (1981)
- Suite für Cimbalom op. 66 (1987)

### Vokalstimme und Instrument(e)
- Vier Lieder nach mährischer Volkspoesie für Sopran und Klavier op. 1 (1951)
- Mikropoviedky (Mikrogeschichten) nach Worten von Laco Zrubec[14] für tiefen Sopran, Flöte, Violine und Violoncello op. 20/1 (1963)
- Oslnenie (Blendung). Drei Melodramen nach Gedichten von Miroslav Válek[15] für Sprecher und kleines Instrumentalensemble op. 34 (1973)
- Večer na Ďumbieri. Konzert-Melodram nach einem Gedicht von Milan Rúfus für Sprecher und Klavier op. 34/2 (1975)
- Dagen svalnar (Der Tag kühlt ab). Canzona in quattro movimenti sulla poesia di Edith Södergran für Mezzosopran, Flöte, Gitarre und Violoncello op. 68 (1988)
- Stáčení podzimu (Herbstabfüllung) nach Worten von Alois Volkman für Bass und Streichquartett op. 80 (1994)

### Chor a cappella
- Trávnaté steblá (Grashalme) für gemischten Chor (1958)
- Detská jeseň (Kinderherbst). Vier Chorsätze für vier Kinderchöre op. 23/2 (1967)
- Vier Etüden für gemischten Chor op. 45 (1980)

### Elektroakustik
- Méditation électronique op. 28 (1970)
- Suita ad modum tympanorum op. 55 (1983)

### Musik zu Dokumentarfilmen
- V záhrade je nepriateľ (Im Garten ist ein Feind), Regie: Pavel Čalovka[16] (1957)
- Čo je najrýchlejšie (Was am schnellsten ist), Regie: Pavel Čalovka (1958)
- Mucha domáca (Stubenfliege), Regie: Pavel Čalovka (1959)

### Theoretische Werke
- Hudobná teória pre konzervatóriá, I. časť (Musiktheorie für Konservatorien, I. Teil). Bratislava 1980 (slowakisch)

## Diskographie (Auswahl)
- Glosy op. 20/2 – Slowakisches Bläserquintett – auf: I. Zeljenka, I. Parík, J. Pospíšil, M. Bázlik, L. Kupkovič, P. Kolman (Supraphon, LP 1966)
- Recitativo ed aria op. 20/5 – Vladimír Čuchran (Akkordeon) – auf: Stücke slowakischer Komponisten für Akkordeon (Opus, LP 1971)
- Uspávanka – Sinfonieorchester des Tschechoslowakischen Rundfunks, Dirigent: Ondrej Lenárd – auf: Od kolísky (Opus, LP 1977)
- Villonská balada op. 24 – Peter Drlička (Klarinette), Alena Ulická (Klavier) – auf: Chamber Music 1(Slowakischer Musikfonds, CD 1993)
- Sonate op. 22/2 – Milan Paľa (Violine) – auf: Violin Solo 5. Milan Paľa (Pavlik Records, CD 2013)
- Suite ad modum tympanorum op. 55 – Experimentalstudio Bratislava, Peter Janík, Ján Backstuber – auf: Experimental Studio Bratislava Series 2 (VŠMU, CD 2016)
- Concertino op. 42 – Ensemble Ricercata – auf: Ensemble Ricercta (Slowakischer Musikfonds, CD 2016)
- Trojveršia op. 22/3 – EnsembleSpectrum, Dirigent: Matej Sloboda – auf: EnsembleSpectrum. Avant-gare of the ‘60s (Slowakischer Musikfonds, CD 2021)[17]